# 未播出试播集 (生活大爆炸)
未播出《试播集》（英語：Unaired Pilot），或称27601号项目最终销售版（英語：Final Sales Version, Project #27601），是美国情景喜剧《生活大爆炸》的一集未命名也未播出的试播剧，由查克·洛尔与比尔·普拉迪编剧。该集剧情与后来正式播出的版本相差甚远，哥伦比亚广播公司在看过该集后也没有给予支持，但鼓励二人重新写剧本，从而产生了正式的《生活大爆炸》第一季第一集。按照传统，试播集一般会作为DVD套装的赠送内容，但这一集并没有放出，在互联网上也很难找到该集的正版拷贝。在被问及能否将该集公之于众的时候，洛尔曾表示：“哇哦那可不得了，等着瞧吧，要把那么个失败之作拿出来……”

## 剧情
影片以托马斯·多尔比的《她用科学迷了我的眼》开头。莱纳德·霍夫斯坦（约翰尼·盖尔克奇饰）与谢尔顿·库珀（吉姆·帕森斯饰）在一家精子银行捐精换了点钱，准备到印度餐厅“孟买皇宫”（Bombay Palace）吃饭。他们遇到了找不到地方住，而正在给母亲打电话的凯蒂（Katie，阿曼达·沃尔什饰）。莱纳德决定收留她，邀请凯蒂住进了二人合租的公寓。就在凯蒂前去冲凉的时候，莱纳德的同事吉尔达（Gilda，艾丽斯·巴尔饰）过来拜访，她担心凯蒂影响她与莱纳德的关系，不过凯蒂之后表示对所有人都没有兴趣。几天后的一个晚上，凯蒂醉醺醺地回到了公寓，吵醒了莱纳德并开始跟他抱怨生活，期间还擦掉了白板上的方程式，惹得莱纳德很不高兴。莱纳德指出凯蒂的处境不是她的母亲或者男朋友造成的，而全是因为她总是做出愚蠢的决定，凯蒂为此生气地离开了公寓。莱纳德觉得很愧疚，便去了凯蒂工作的地方找她道歉。之后，凯蒂回到了公寓，但理由不过是不用付房租。最后，凯蒂带着三人来到一个舞厅跳舞，而三人并不擅长于此，只能四肢飞舞，乱跳一通。

## 制作
起初，《生活大爆炸》的编剧查克·洛尔与比尔·普拉迪想出了两个情景喜剧的点子：其一，描写一名单身女性的漫漫人生路；其二，围绕一群生活在自己的封闭世界里，接触不到女性的疯子科学家展开，随后他们决定将两个点子撮合起来，这便有了整部剧的构思。一般来说，有新点子的编剧会把故事大纲、人物介绍和接下来的发展写出来给电视台，但两人直接写出了剧本，找了一些演员朋友“表演出来”，然后直接播给了哥伦比亚广播公司的老板莱斯利·穆恩维斯看，连洛尔自己都觉得这很疯狂。剧集的消息早在2006年4月就放了出来，而CBS高层在5月1日观看了该集试播集。然而，CBS不看好这一集，但鼓励两人重写剧本再试一次，随后才有了《生活大爆炸》正式版的第一集。

## 与正式剧集的异同
整部剧最早的标题是《莱尼、潘妮和肯尼》（Lenny, Penny and Kenny），之后才被改为《生活大爆炸》（The Big Bang Theory），其中故意加入了一个双关语：bang在口语中有性交的含义。
正式播出的版本较该集在对白和布景上更加乐观光明。在角色方面，凯蒂的形象受到了批评，该集观众甚至要求那个“悍妇”离他们“可爱的男生们”远点，于是凯蒂被改成了正式剧情中的女主角佩妮，后者更加乐观善良，而且有一份全职工作，住在自己的公寓里，洛尔认为这是该集与正式剧集的最大差异。剧中也没有霍华德·沃洛维茨或拉杰什·库斯拉帕里。谢尔顿的形象也与正式剧集中差别较大，一些资讯网站认为其中最主要一点是谢尔顿在这一集中表示曾经性交过，并猜测谢尔顿关于性的特点在正式剧集中被安排给了霍华德。实际上，相比于正式剧情来说，该集整体上表现出性的内容较多而科学的内容较少。此外，在正式剧集中谢尔顿的语言也更加精妙，与他的伙伴们有所不同，并因而显得更加戏剧化。吉尔达的角色也被后来的霍华德、拉杰什和莱斯利·温科代替。
不过，洛尔表示该集试播集已经具有基本的莱纳德/谢尔顿结构，而且莱纳德更想要融入周围的世界而谢尔顿不想的概念也在该集制作之前就已形成。